# Koceriv, Radomîșl
Koceriv (în ucraineană Кочерів) este localitatea de reședință a comunei Koceriv din raionul Radomîșl, regiunea Jîtomîr, Ucraina.

## Demografie
Componența lingvistică a localității Koceriv
     Ucraineană (99,02%)
     Alte limbi (0,98%)
Conform recensământului din 2001, majoritatea populației localității Koceriv era vorbitoare de ucraineană (99,02%), existând în minoritate și vorbitori de alte limbi.